# Cathédrale Sainte-Brigitte de Kildare
La cathédrale Sainte-Brigitte de Kildare est une cathédrale anglicane irlandaise dédiée à sainte Brigitte.
Elle est la cathédrale historique du diocèse de Kildare, est devenue anglicane lors de la Réforme anglaise, et s’est retrouvée en 1976, lors de la fusion d’avec le diocèse de Meath, intégrée au diocèse de Meath et Kildare.
De nombreux bas-reliefs sont présents dans la cathédrale, datés de la première période chrétienne jusqu’au XVIIe siècle, parmi lesquels ceux du tombeau de l’évêque Walter Wellesley (en) († 1539).

## Situation
La cathédrale est construite à l’emplacement d’un ancien temple païen dédié à la déesse Brigit, puis d’une église chrétienne dédiée à sainte Brigitte, un peu à l’écart du centre de la ville. Le lieu révèle encore son histoire par la présence d'une tour ronde et d’une croix celtique.

## Histoire
Elle est bâtie en 1223 par le Normand Ralph de Bristol, évêque de Kildare, en un style gothique primitif. Sa tour centrale carrée peu élevée est crénelée, car elle a été conçue pour pouvoir être défendue, héritage des temps troubles des débuts de la période normande.
Après la Réforme, elle se dégrade progressivement jusqu’à tomber totalement en ruine en 1641 à la suite des guerres confédérées irlandaises.
Elle est restaurée au XIXe siècle par George Edmund Street,.

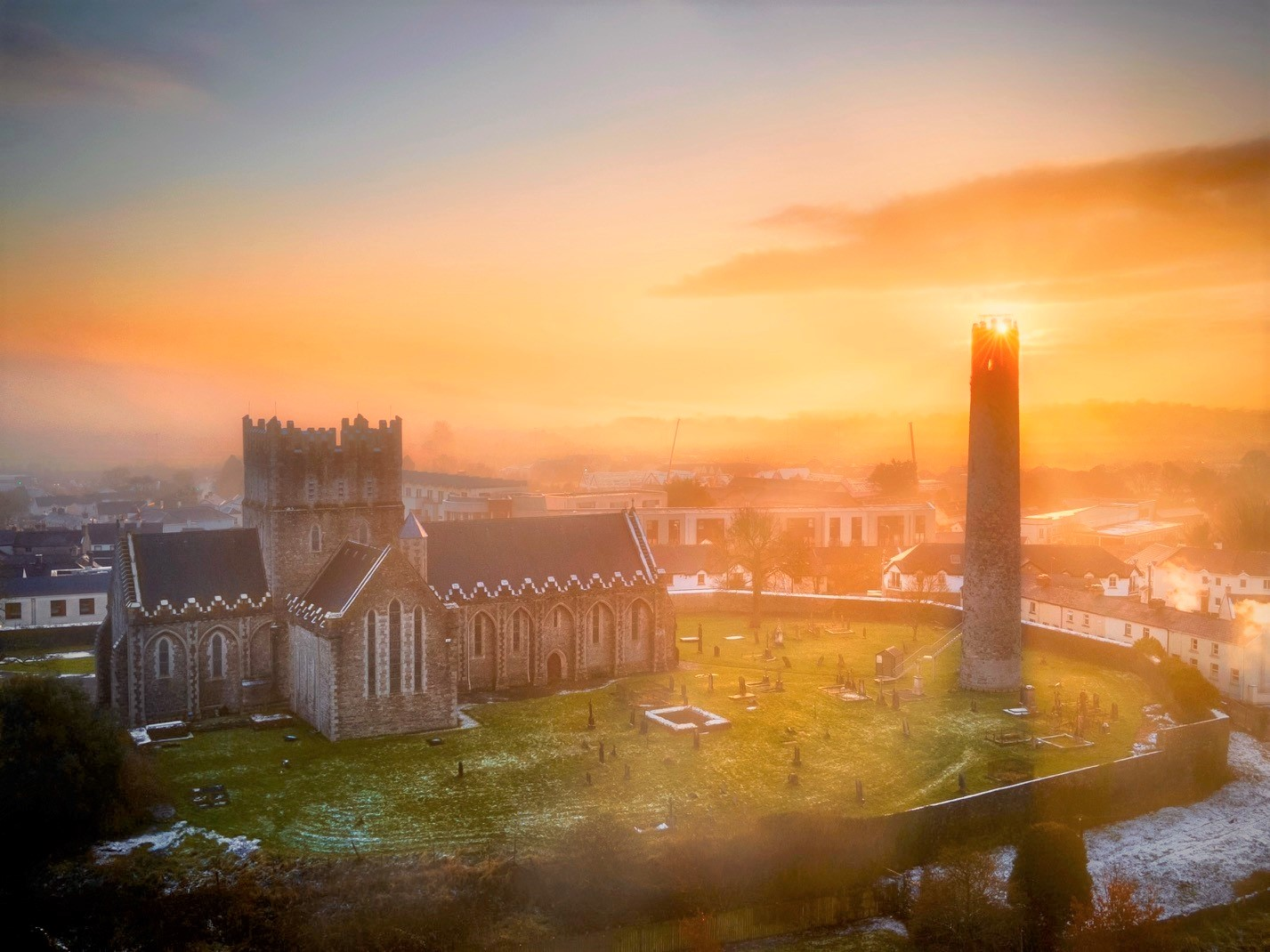
Vue générale en fin de journée.
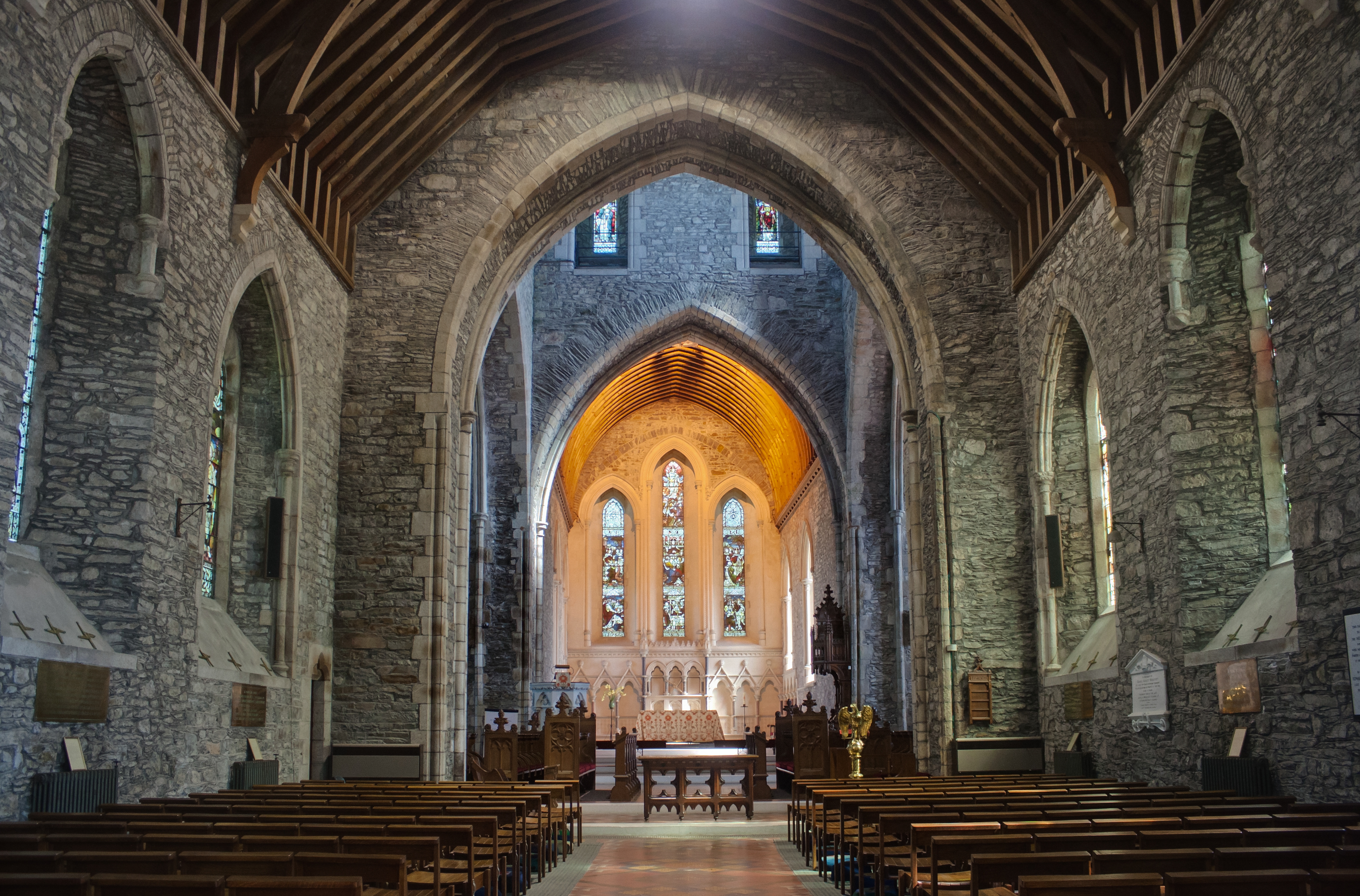
La nef de la cathédrale.